# بارنابي فورناس
بارنابي فورناس (بالإنجليزية: Barnaby Furnas)‏ هو رسام أمريكي، ولد في 1973.